# Jocul morții (Star Trek: Voyager)
„Jocul morții” (titlu original: „The Killing Game”) este un episod în două părți din al patrulea sezon al serialului TV american științifico-fantastic Star Trek: Voyager; al 86-lea și al 87-lea episod în total. A avut premiera la 4 martie 1998  pe canalul UPN.
Războinici Hirogen implantează dispozitive în corpurile membrilor echipajului, pentru a-i determina să creadă că sunt personaje holografice folosite ca pradă la vânătoare. Este al treilea și al patrulea episod, după „Vânătorii” și „Pradă”, în care apare rasa Hirogen.

## Prezentare
În „Jocul morții”, o echipă de vânătoare Hirogen a preluat „Voyager” și a pus echipajul să lucreze ca personaje vii pe holopunte. Mintea lor este controlată de interfețe neuronale care îi fac să creadă că sunt personajele lor, iar Hirogen îi vânează în două programe de pe holopunte. 

## Actori ocazionali
- Danny Goldring - Alpha Hirogen
- J. Paul Boehmer - Nazi Hauptmann
- David Keith Anderson - Ens. Ashmore
- Mark Deakins - Hirogen SS Officer
- Paul S. Eckstein - Young Hirogen
- Peter Hendrixson - Klingon Hologram
- Mark Metcalf - Hirogen Medic

## Vezi și
- Hirogen